# La Voivre (Vosges)
Pour les articles homonymes, voir La Voivre.
Pour l’article ayant un titre homophone, voir Les Voivres.
La Voivre est une commune française située dans le département des Vosges, en région Grand Est.
Depuis 2008, ses habitants sont appelés les Vepriens.

## Géographie

### Localisation
La Voivre occupe la rive droite de la Meurthe en aval de Saint-Dié-des-Vosges, à hauteur et en amont de la confluence avec le Hure. 

### Géologie et relief
Le hameau de La Hollande est au nord, dans le prolongement de l'ancienne route royale, puis nationale qui passait par le village, venant de Saint-Dié en direction de Raon-l'Étape.
| Étival-Clairefontaine    | Moyenmoutier         | Moyenmoutier         |
| Nompatelize              | La Voivre            | Hurbache             |
| Saint-Michel-sur-Meurthe | Saint-Dié-des-Vosges | Saint-Dié-des-Vosges |

### Hydrographie et les eaux souterraines
Hydrogéologie et climatologie : Système d’information pour la gestion des eaux souterraines du bassin Rhin-Meuse :
Territoire communal : Occupation du sol (Corinne Land Cover); Cours d'eau (BD Carthage),
Géologie : Carte géologique; Coupes géologiques et techniques,
 Hydrogéologie : Masses d'eau souterraine; BD Lisa; Cartes piézométriques.
La commune est située dans le bassin versant du Rhin au sein du bassin Rhin-Meuse. Elle est drainée par la Meurthe, la ruisseau la Hure et le ruisseau le Tapageur,.
La Meurthe, d'une longueur totale de 160,6 km, prend sa source dans la commune du Valtin et se jette dans la Moselle à Pompey, après avoir traversé 53 communes.
La Hure, d'une longueur totale de 15,1 km, prend sa source dans la commune de Ban-de-Sapt et se jette dans la Meurthe à Étival-Clairefontaine, après avoir traversé six communes.

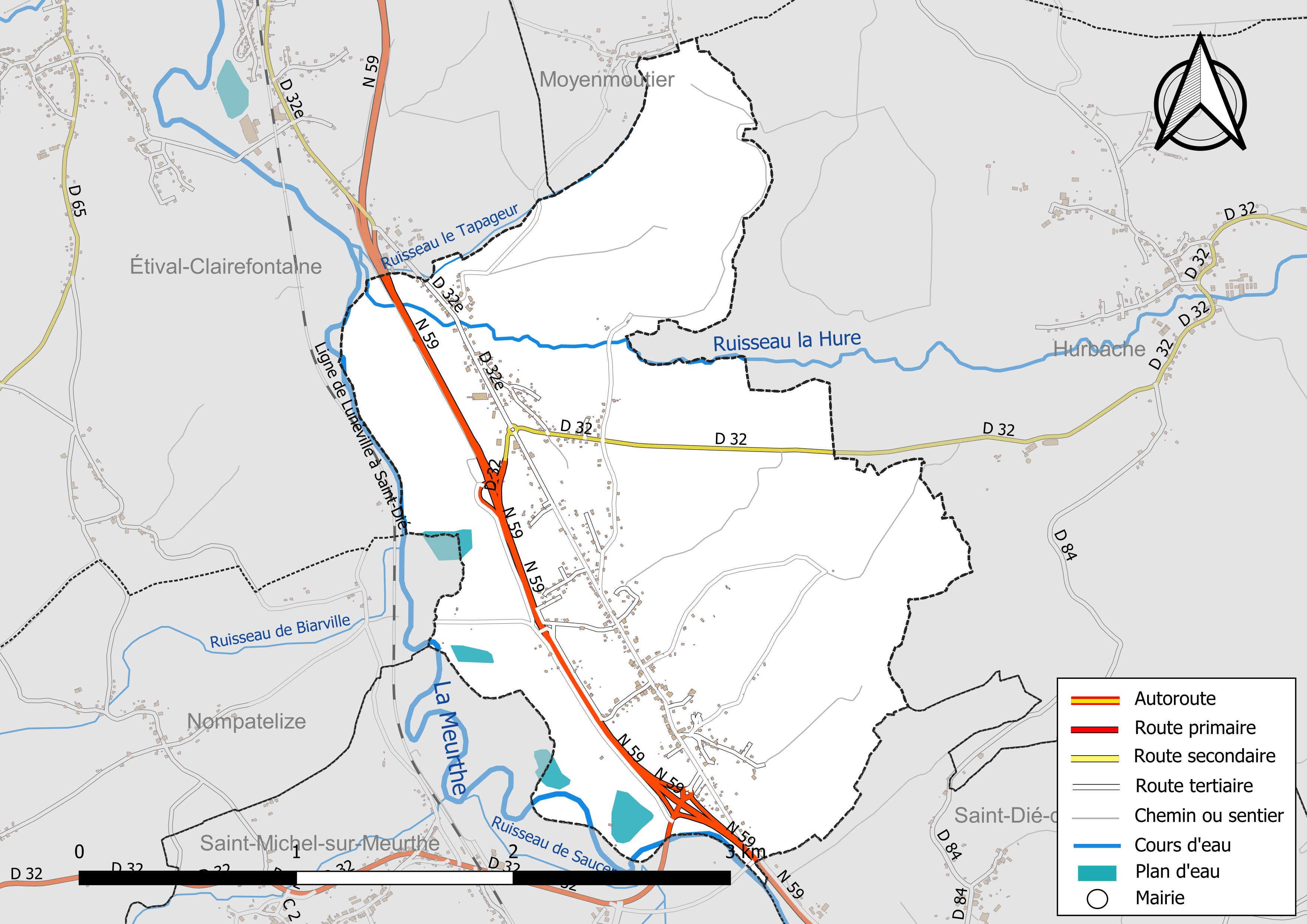
Réseaux hydrographique et routier de la Voivre.

La qualité des cours d’eau peut être consultée sur un site dédié géré par les agences de l’eau et l’Agence française pour la biodiversité.

### Climat
Pour des articles plus généraux, voir Climat du Grand Est et Climat du département des Vosges.
En 2010, le climat de la commune est de type climat des marges montargnardes, selon une étude du Centre national de la recherche scientifique s'appuyant sur une série de données couvrant la période 1971-2000. En 2020, Météo-France publie une typologie des climats de la France métropolitaine dans laquelle la commune est exposée à un climat semi-continental et est dans la région climatique  Vosges, caractérisée par une pluviométrie très élevée (1 500 à 2 000 mm/an) en toutes saisons et un hiver rude (moins de 1 °C). 
Pour la période 1971-2000, la température annuelle moyenne est de 9,8 °C, avec une amplitude thermique annuelle de 17,2 °C. Le cumul annuel moyen de précipitations est de 1 036 mm, avec 13,1 jours de précipitations en janvier et 10,4 jours en juillet. Pour la période 1991-2020, la température moyenne annuelle observée sur la station météorologique de Météo-France la plus proche, « Ban-de-Sapt », sur la commune de Ban-de-Sapt à 9 km à vol d'oiseau, est de 10,3 °C et le cumul annuel moyen de précipitations est de 1 027,3 mm. 
La température maximale relevée sur cette station est de 36,9 °C, atteinte le 7 août 2015 ; la température minimale est de −17 °C, atteinte le 19 décembre 2009,,. 
Les paramètres climatiques de la commune ont été estimés pour le milieu du siècle (2041-2070) selon différents scénarios d'émission de gaz à effet de serre à partir des nouvelles projections climatiques de référence DRIAS-2020. Ils sont consultables sur un site dédié publié par Météo-France en novembre 2022.

## Urbanisme

### Typologie
Au 1er janvier 2024, La Voivre est catégorisée commune rurale à habitat dispersé, selon la nouvelle grille communale de densité à sept niveaux définie par l'Insee en 2022.
Elle appartient à l'unité urbaine de Moyenmoutier, une agglomération intra-départementale regroupant six  communes, dont elle est une commune de la banlieue,,. Par ailleurs la commune fait partie de l'aire d'attraction de Saint-Dié-des-Vosges, dont elle est une commune de la couronne,. Cette aire, qui regroupe 47 communes, est catégorisée dans les aires de 50 000 à moins de 200 000 habitants,.

### Occupation des sols
L'occupation des sols de la commune, telle qu'elle ressort de la base de données européenne d’occupation biophysique des sols Corine Land Cover (CLC), est marquée par l'importance des territoires agricoles (49,1 % en 2018), en augmentation par rapport à 1990 (46,1 %). La répartition détaillée en 2018 est la suivante : 
forêts (41,1 %), zones agricoles hétérogènes (27,1 %), prairies (16,2 %), zones urbanisées (9,8 %), terres arables (5,7 %). L'évolution de l’occupation des sols de la commune et de ses infrastructures peut être observée sur les différentes représentations cartographiques du territoire : la carte de Cassini (XVIIIe siècle), la carte d'état-major (1820-1866) et les cartes ou photos aériennes de l'IGN pour la période actuelle (1950 à aujourd'hui).

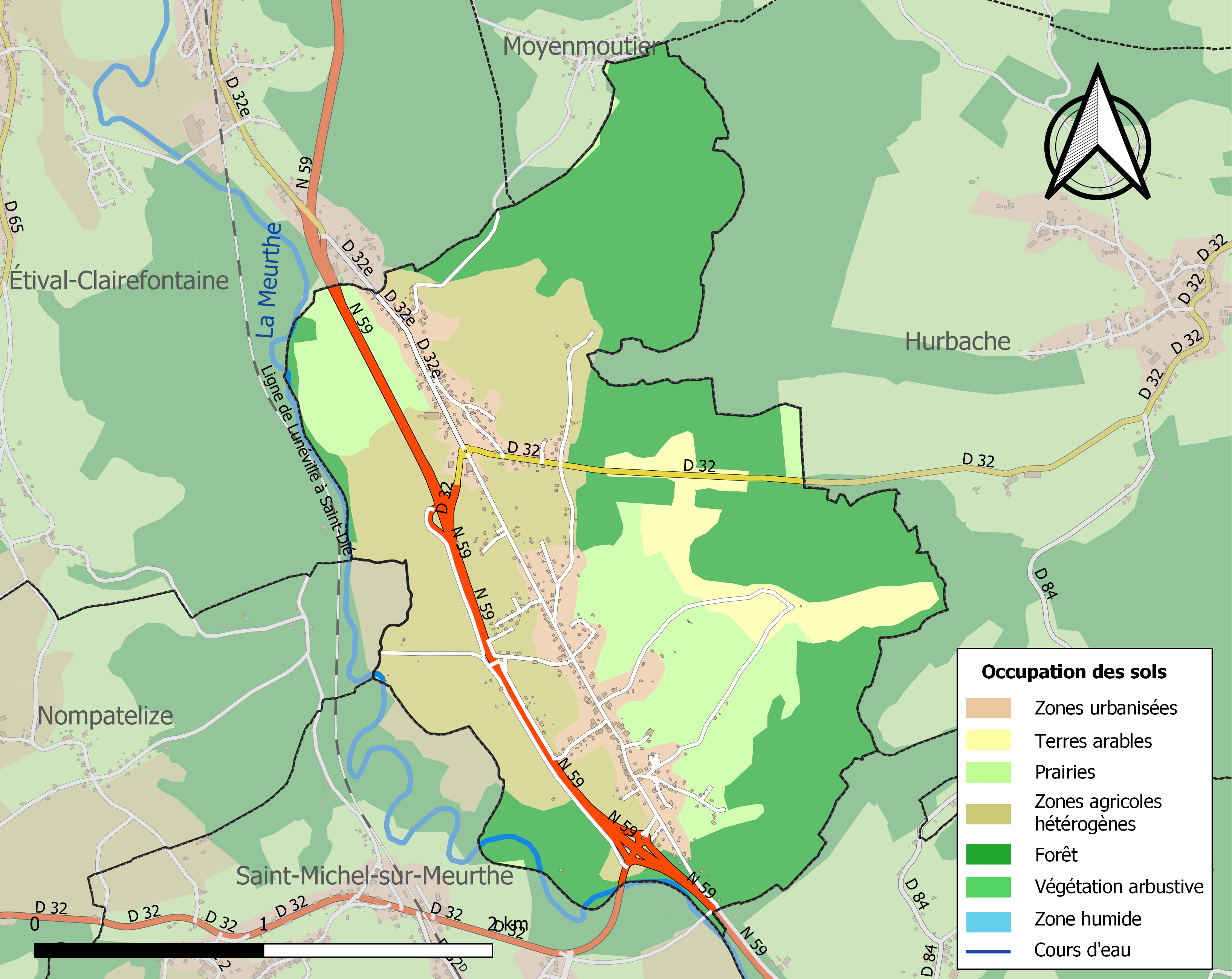
Carte des infrastructures et de l'occupation des sols de la commune en 2018 (CLC).

## Toponymie
Le nom de la localité est attesté sous les formes Werria (1140) ; Lai Wayvre (1333) ; Lou ban de la Weivre (1341) ; In villa de Wepria (1360) ; Lai Wevre (1362) ; Wefria (XIVe siècle) ; La Wevre (1464) ; La Voyvre (1594) ; La Voypvre (1711) ; La Voivre (1753).

Autrefois la forme écrite Werria, est à l'origine du toponyme La Voivre. Ce n'est que la forme locative ou de destination du gaulois dialectal belge, wabero qui signale concrètement « à la rivière », « près de la rivière », une rivière étant ici définie par sa ou ses « lisières » ou rives fluctuantes. Dans l'ancien ban d'Hurbache, « aller à (la) Voivre » signifiait aller à la rivière. Notons que la voivre ou vaivre en ancien français désigne une « terre inculte couverte de mauvaises broussailles »,,, humide, marécageux, aux sols boueux, aux lisières d'une ou de plusieurs rivières. Mais le toponyme est plus ancien et provient du gaulois vabero ou wabero, signifiant littéralement « à la rivière, près de la rivière » (définie littéralement par ses lisières), « ruisseau (plus ou moins caché) »,. 
Il existe entre les rivières Meurthe et Hure un habitat groupé ou localité de la commune de La Voivre, dénommé « La Hollande », attesté sous la forme Hollande en 1783, qui provient d'un ancien hameau dont les terres cultivées allaient jusqu'à l'embouchure des deux rivières mentionnées. Le nom du hameau Hollande peut être traduit localement par « l'embouchure ou la terre de l'embouchure ». Il provient du gaulois dialectal belge wabo/lann/end. La terre séparée, remarquable ou mise à part par la coutume est dénommée en celte lann'end puis en (gallo-)roman land, signifiant dans le monde paysan « fin de terre, terre délimitée, espace ou domaine marqué par des limites ». Les embouchures se marquent par les lisières des rivières qui se rejoignent en fin de terre. Le lieu est évidemment défini par la confluence de la Meurthe et du Hure. L'altération dialectale ultérieure a donné woboland puis w(h)ollande ou w(h)allande, enfin hollande ou hallande ou encore « alande » en patois.

## Histoire
La Voivre est un lieu très anciennement habité et répertorié dès l'époque gallo-romaine au Ier siècle. La Hollande se distingue par une implantation plus tardive ou peut-être longtemps temporaire d'éleveurs semi-nomades.
La Voivre est un village du ban d'Hurbache sur la Meurthe au moins depuis l'époque de la Lotharingie ottonienne. Il est composé de deux terroirs, le village proprement dit et le hameau de la Hollande au nord.
Le ban est devenu canton à la Révolution. Les deux terroirs associés ont formé un territoire communal dans le canton d'Hurbache.
La commune a été décorée le 22 octobre 1921 de la croix de guerre 1914-1918.
| 1802 | 1830 | 1845 | 1867 | 1887 |
| ---- | ---- | ---- | ---- | ---- |
| 410  | 578  | 612  | 556  | 543  |

## Lieux et monuments

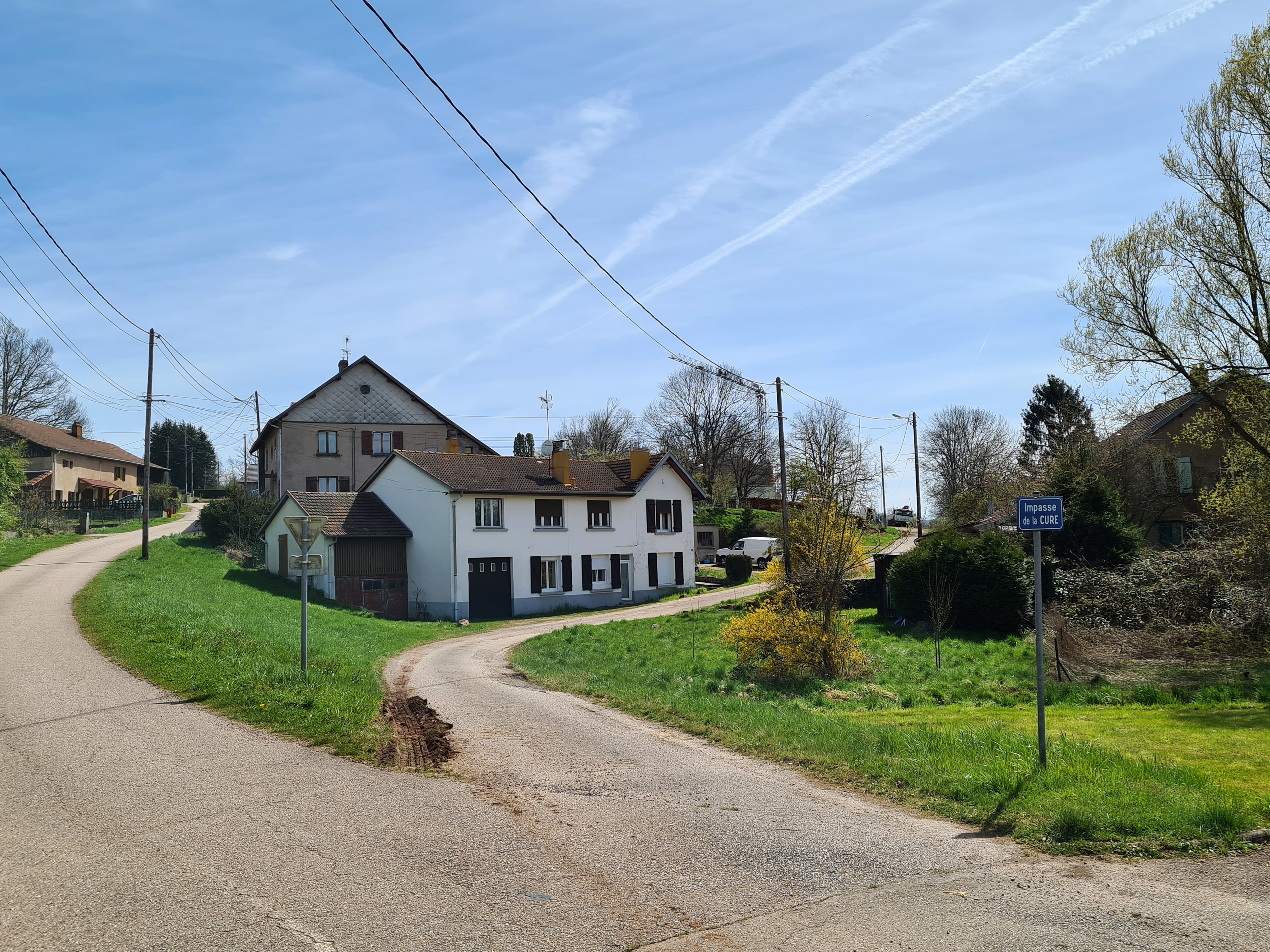
Impasse de la Cure									.
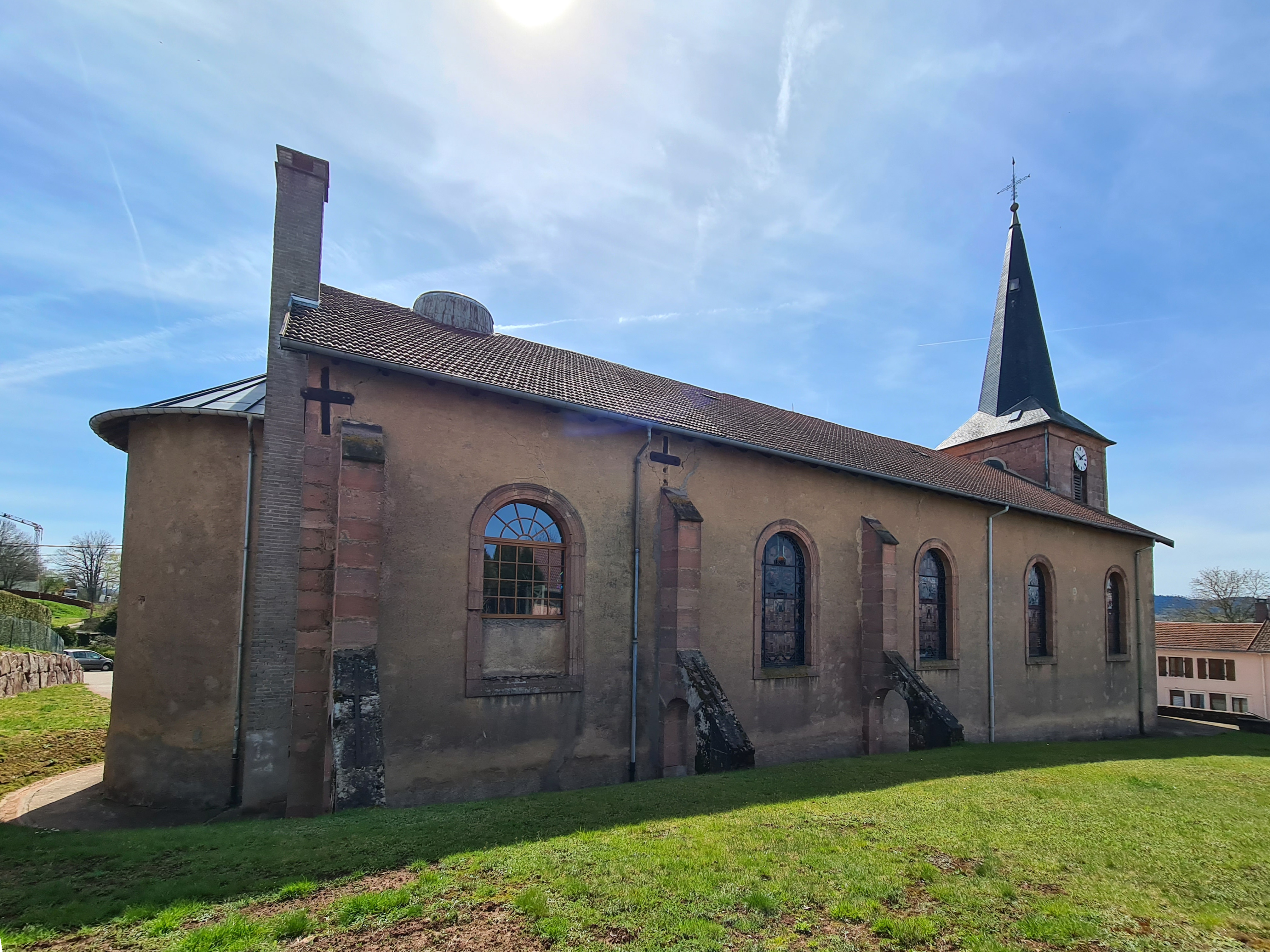
L'église Notre-Dame de l'Assomption.
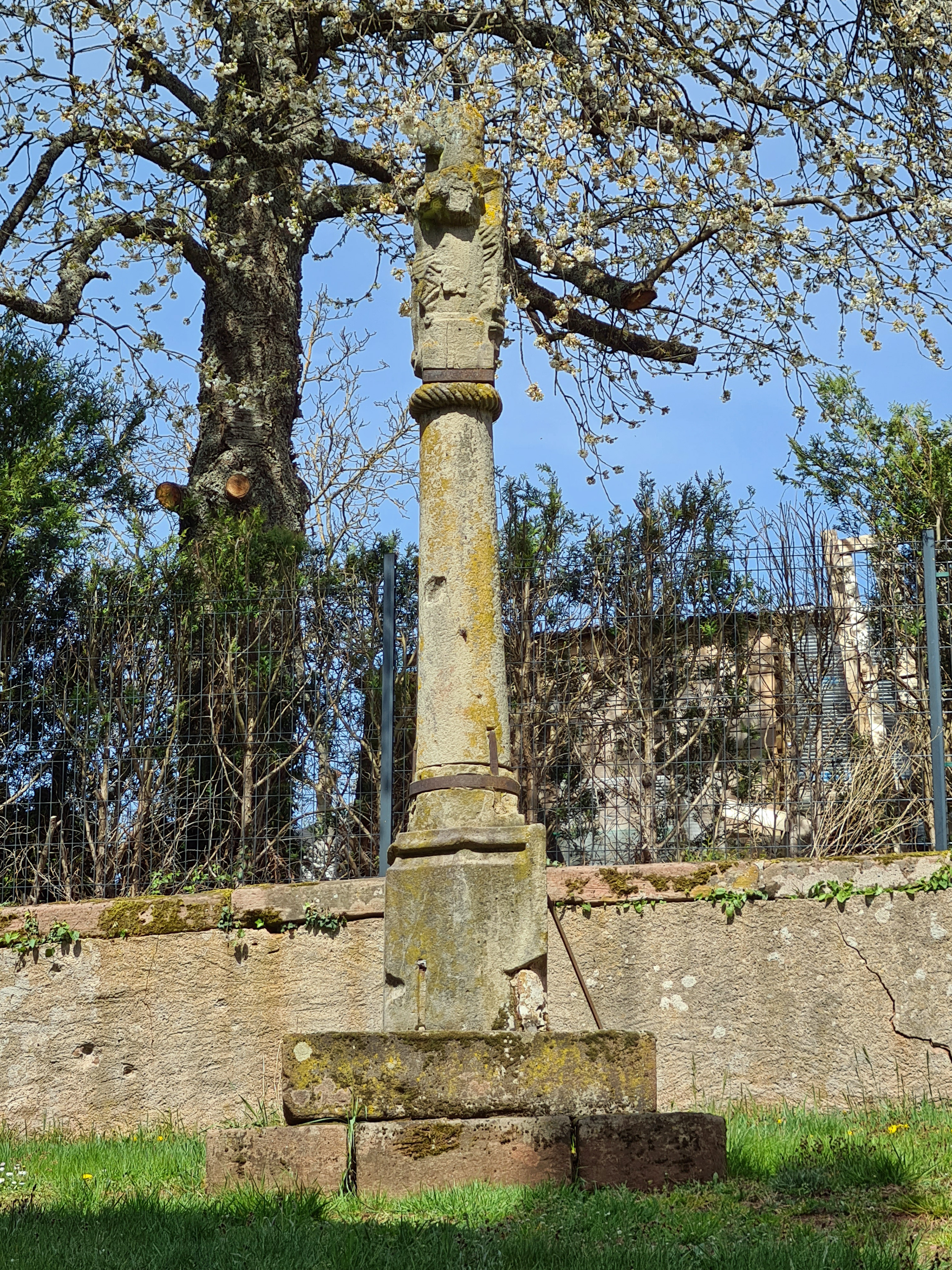
Calvaire.
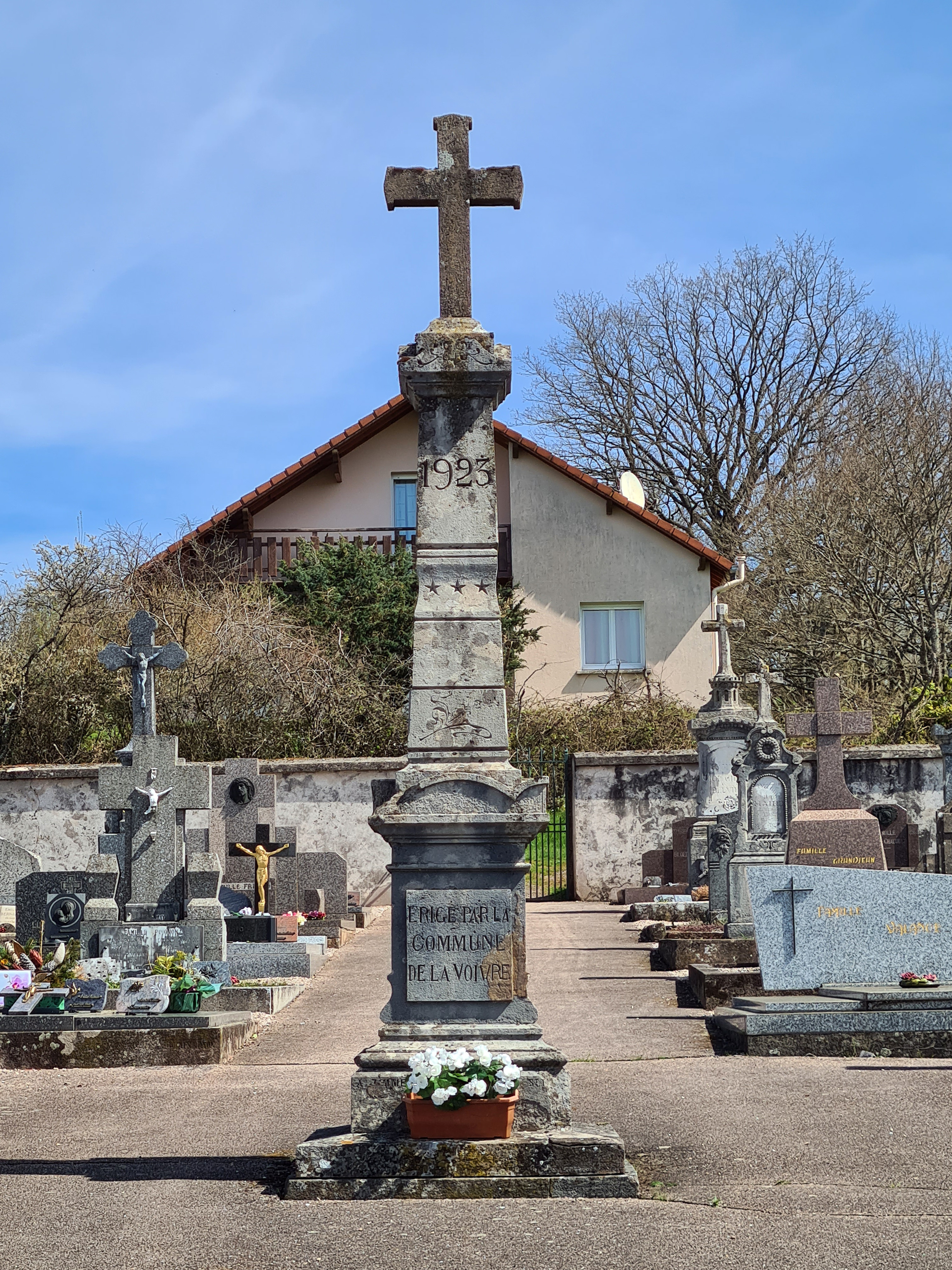
Croix de cimetière.

- Église de l'Assomption[26].
- Croix, calvaires, oratoires[27],[28].

Le calvaire appelé la croix de Béchamps.
- Monument aux morts et plaque commémorative[30] : Conflits commémorés : Guerres 1914-1918 - 1939-1945 - AFN-Algérie (1954-1962).
- Patrimoine architectural rural recensé par le service de l'Inventaire général du patrimoine culturel : Maisons et fermes[31].

## Population et société

### Démographie

#### Évolution démographique
L'évolution du nombre d'habitants est connue à travers les recensements de la population effectués dans la commune depuis 1793. Pour les communes de moins de 10 000 habitants, une enquête de recensement portant sur toute la population est réalisée tous les cinq ans, les populations de référence des années intermédiaires étant quant à elles estimées par interpolation ou extrapolation. Pour la commune, le premier recensement exhaustif entrant dans le cadre du nouveau dispositif a été réalisé en 2007.

En 2022, la commune comptait 656 habitants, en évolution de −5,2 % par rapport à 2016 (Vosges : −2,96 %, France hors Mayotte : +2,11 %).
| 1793 | 1800 | 1806 | 1821 | 1831 | 1836 | 1841 | 1846 | 1856 |
| ---- | ---- | ---- | ---- | ---- | ---- | ---- | ---- | ---- |
| 361  | 342  | 426  | 506  | 594  | 578  | 612  | 602  | 592  |

| 1861 | 1866 | 1876 | 1881 | 1886 | 1891 | 1896 | 1901 | 1906 |
| ---- | ---- | ---- | ---- | ---- | ---- | ---- | ---- | ---- |
| 569  | 556  | 554  | 546  | 543  | 538  | 532  | 525  | 502  |

| 1911 | 1921 | 1926 | 1931 | 1936 | 1946 | 1954 | 1962 | 1968 |
| ---- | ---- | ---- | ---- | ---- | ---- | ---- | ---- | ---- |
| 500  | 421  | 442  | 467  | 479  | 396  | 407  | 440  | 466  |

| 1975 | 1982 | 1990 | 1999 | 2006 | 2007 | 2012 | 2017 | 2022 |
| ---- | ---- | ---- | ---- | ---- | ---- | ---- | ---- | ---- |
| 580  | 668  | 662  | 627  | 737  | 753  | 714  | 686  | 656  |

### Enseignement
Établissements d'enseignements :

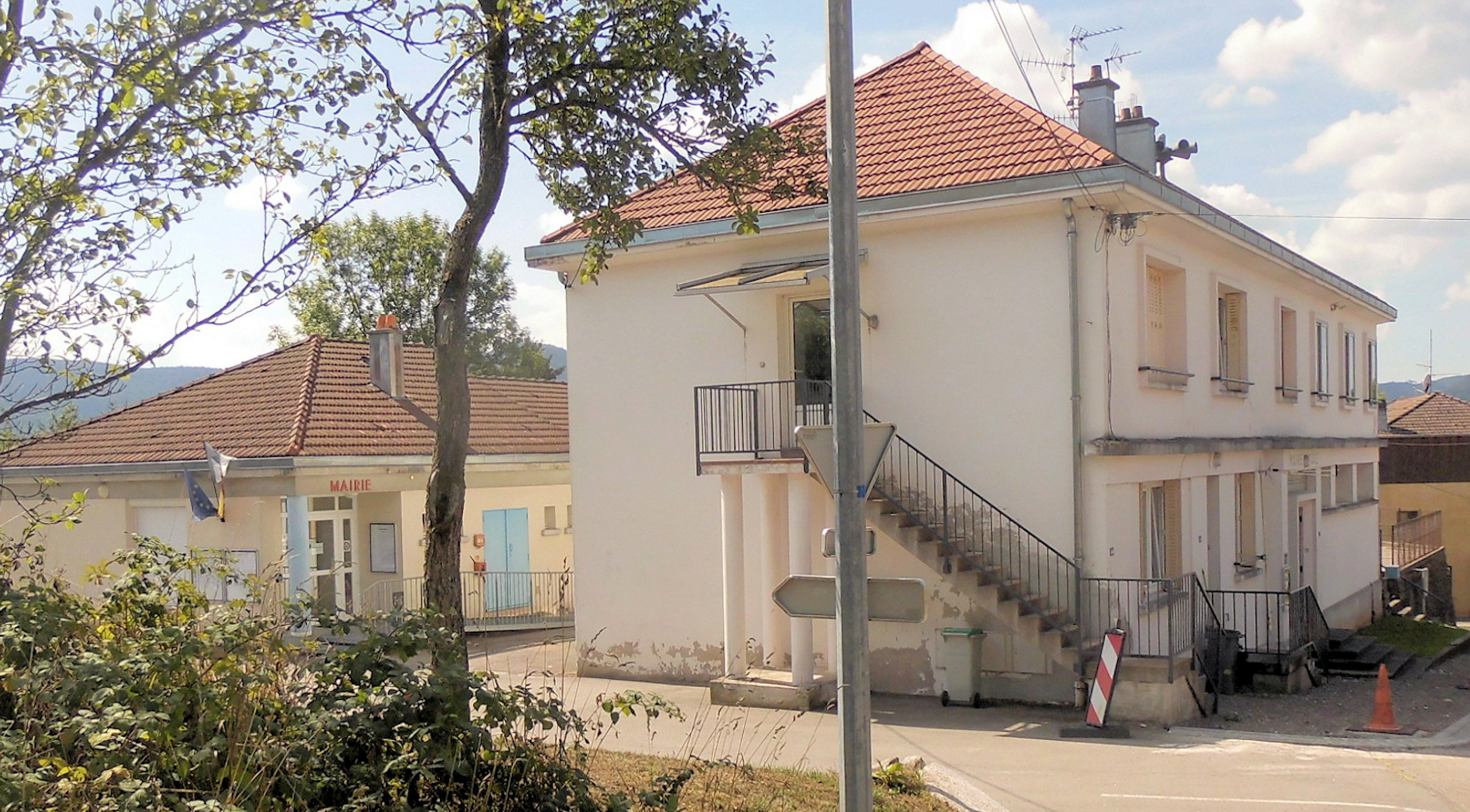
La mairie et l'école de La Voivre.

- Écoles maternelles et primaires à La Voivre, Hurbache, Étival-Clairefontaine, Saint-Michel-sur-Meurthe, Saint-Dié-des-Vosges.
- Collèges à Saint-Dié-des-Vosges, Senones.
- Lycées à Saint-Dié-des-Vosges.

### Santé
Professionnels et établissements de santé :
- Médecins à Saint-Michel-sur-Meurthe, Étival-Clairefontaine, Moyenmoutier[37].
- Pharmacie à Saint-Michel-sur-Meurthe, Clairefontaine[38].
- Hôpitaux[39] :

Centre hospitalier intercommunal des 5 vallées.
Centres hospitaliers de Saint-Dié.

### Cultes
- Culte catholique, Paroisse Sainte-Odile[41], Diocèse de Saint-Dié.

## Politique et administration

### Liste des maires
| Période                                  | Période    | Identité                       | Étiquette | Qualité                                       |
| ---------------------------------------- | ---------- | ------------------------------ | --------- | --------------------------------------------- |
| Les données manquantes sont à compléter. |            |                                |           |                                               |
|                                          |            | Edmond Grandidier              |           |                                               |
|                                          |            | Georges Remy                   |           | Cultivateur                                   |
|                                          | 1990       | Serge Laurent                  |           |                                               |
| 1990                                     | mars 2008  | Yvette Grandidier              | DVD       | Professeur d'économie                         |
| mars 2008                                | avril 2012 | Jean-Claude Plèche (1948-2012) |           | Retraité des Postes Décédé en cours de mandat |
| juin 2012                                | juin 2014  | Hervé Claudel                  |           | Responsable administratif Démissionnaire      |
| septembre 2014                           | En cours   | Bernard Ropp                   |           | Mécanicien de maintenance                     |

### Budget et fiscalité 2022

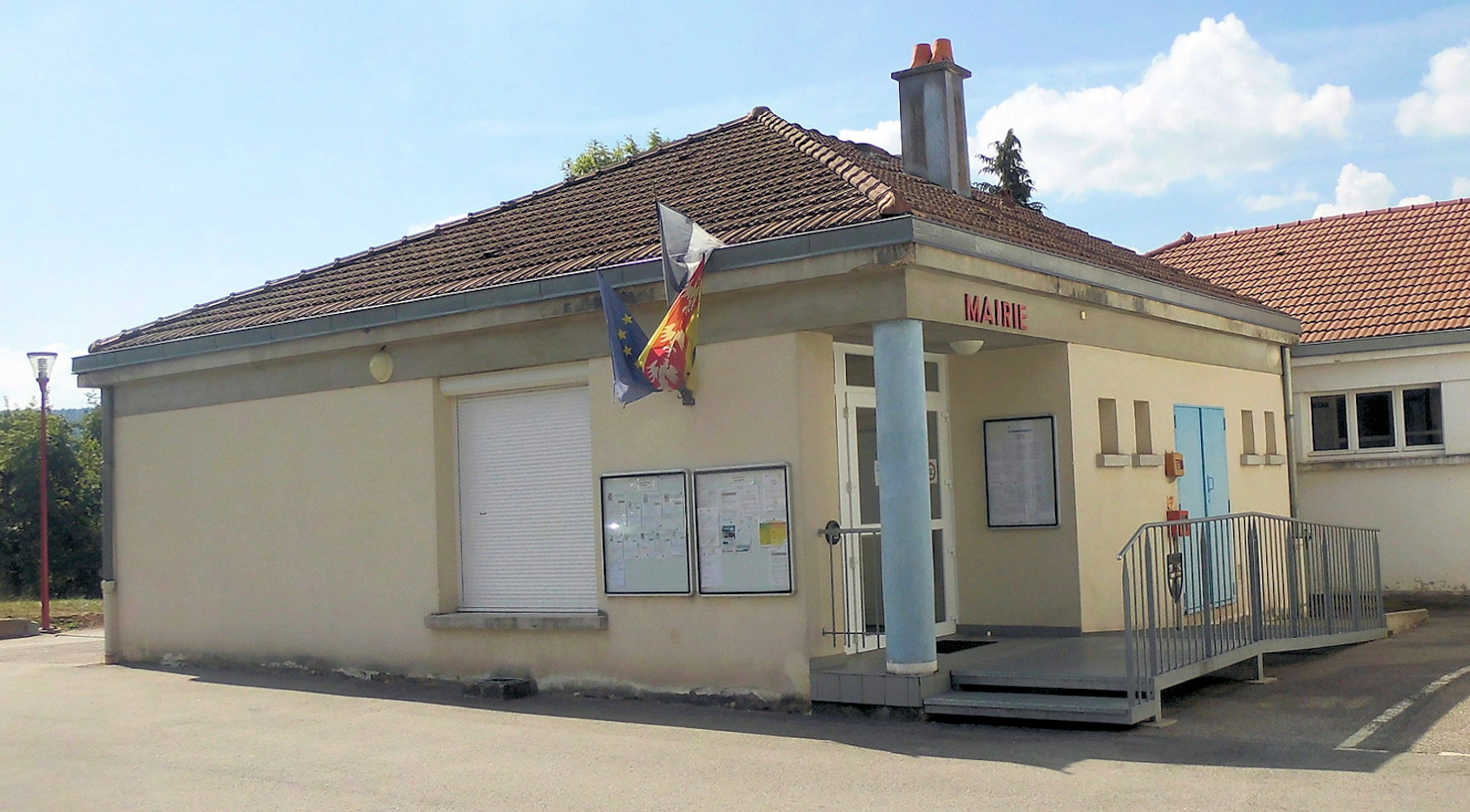
La mairie.

En 2022, le budget de la commune était constitué ainsi :
- total des produits de fonctionnement : 320 000 €, soit 458 € par habitant ;
- total des charges de fonctionnement : 286 000 €, soit 410 € par habitant ;
- total des ressources d'investissement : 63 000 €, soit 90 € par habitant ;
- total des emplois d'investissement : 375 000 €, soit 537 € par habitant ;
- endettement : 18 000 €, soit 26 € par habitant.

Avec les taux de fiscalité suivants :
- taxe d'habitation : 17,53 % ;
- taxe foncière sur les propriétés bâties : 32,30 % ;
- taxe foncière sur les propriétés non bâties : 10,17 % ;
- taxe additionnelle à la taxe foncière sur les propriétés non bâties : 0,00 % ;
- cotisation foncière des entreprises : 0,00 %.

Chiffres clés Revenus et pauvreté des ménages en 2021 : médiane en 2021 du revenu disponible, par unité de consommation : 24 970 €.

## Économie

### Entreprises et commerces

#### Agriculture
- Agriculture[44].
- Sylviculture et autres activités forestières.
- Exploitation forestière.
- Élevage d'autres animaux.

#### Tourisme
- Hébergements et restauration à La Voivre, Denipaire, Saint-Dié-des-Vosges, Les Rouges-Eaux.

#### Commerces
- Commerces et services de proximité.
- L’Atelier le Vitrail[45],[46].

## Personnalités liées à la commune
- Jean-Baptiste Grosgeorge (1846-1902), vicaire apostolique du Cambodge.

## Pour approfondir